# Jacob Heinrich Rehder

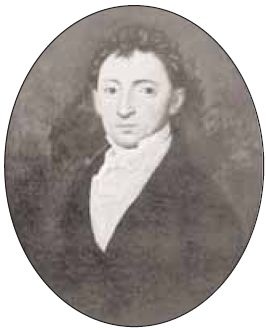
Jacob Heinrich Rehder

Jacob Heinrich Rehder (Eutin, Holstein, 18 de fevereiro de 1790 - Muskau, 9 de fevereiro de 1852) foi um jardineiro e paisagista alemão.
Foi o primeiro superintendente do Parque de Muskau, criado na cidade de Muskau, Alemanha, o maior da Europa Central, e atualmente declarado Patrimônio da humanidade pela UNESCO.  
O idealizador e criador do parque foi o paisagista príncipe Hermann von Pückler-Muskau (1785-1871), sendo ajudado por Jacob Heinrich Rehder na sua construção que iniciou em 1815.